# John Irving Bentley
John Irving Bentley (Ludlow, condado de Windsor, Vermont, Estados Unidos, 15 de abril de 1874-Coudersport, condado de Potter, Pennsylvania, Estados Unidos, 5 de diciembre de 1966) fue un médico que apareció quemado hasta su muerte a la edad de 92 años en el baño de su casa en Coudersport, Pennsylvania. Su muerte fue supuestamente causada por la combustión humana espontánea.

## Inicios y familia
Nació en Vermont el 15 de abril de 1874, hijo de John William Bentley (1842-1911) y Harriet Barnes (1843-1913), migrantes ingleses establecidos en Ludlow, donde nació.

## Carrera
Fue médico y cirujano en ejercicio durante 61 años, y de hecho, en 1945, el doctor John Irving Bentley había sido honrado por la Sociedad Médica de Pennsylvania con una placa por "50 años de servicio fiel y leal". A lo largo de su carrera, fue médico forense de los Servicios Selectivos de la junta local de reclutamiento, se desempeñó como médico forense para los prisioneros de guerra alemanes internados en Bark Shanty en la Segunda Guerra Mundial, fue médico del National Youth Cerner ubicado en el Campamento Patata, y trajo más de 2.000 bebés al mundo. Entre todo ese trabajo, se las arregló para contraer matrimonio sucesivamente con tres esposas y tener tres hijos. La primera Esther Jane Compton (1872-1916) con quien tuvo a su primogénito Horatio Eugene (1901-1937). Para aquellos que lo conocían, estaba totalmente dedicado a su carrera, un hecho que algunos dicen que causó sus divorcios. Se sabía que amaba su trabajo y la gente que cuidaba. Había gente de Coudersport que podía recordar cuando solo cobraba $1,25 por una visita a domicilio, y eso incluía las medicinas.

## Muerte y descubrimiento de los restos de Bentley
Bentley fue visto con vida por última vez el 4 de diciembre de 1966, cuando los amigos que visitaban su hogar le desearon buenas noches aproximadamente a las 9 p. m.. A la mañana siguiente, el lector de medidores Don Gosnell entró en la casa de Bentley, ya que tenía permiso para hacerlo debido a la debilidad de Bentley, y fue al sótano para comprobar el contador. Mientras estaba en el sótano, Gosnell notó un olor extraño y un humo azul claro. Explicó que el humo era "algo dulce, como poner en marcha un nuevo sistema de calefacción central que quema petróleo" . En el suelo había una pila ordenada de cenizas, de unos 35 centímetros de altura. El suelo debajo de la ceniza estaba sin marcar. Si hubiera mirado hacia arriba, habría visto un agujero de aproximadamente un pie de largo en las tablas del piso de arriba. Intrigado, subió las escaleras para investigar. La habitación estaba llena de humo y en el baño encontró los restos incinerados de Bentley.
Todo lo que quedaba del anciano médico era la mitad inferior de su pierna derecha con la zapatilla aún en ella. El resto de su cuerpo se había reducido a un montón de cenizas que habían caído en parte al sótano de abajo. Su andador yacía sobre el agujero en el piso generado por el fuego. Las puntas de goma todavía estaban intactas y la bañera cercana apenas estaba chamuscada. Gosnell corrió fuera del edificio para buscar ayuda. Llegó a la oficina de la compañía de gas gritando "¡El doctor Bentley está quemado!" a sus colegas. Más tarde, sus colegas dijeron: "se veía tan blanco como una sábana" .

### Teorías
La primera teoría presentada fue que Bentley se había prendido fuego con su pipa, pero el utensilio todavía estaba en su posición junto a la cama en la habitación de al lado. Perplejo, el forense solo pudo registrar un veredicto de "muerte por asfixia y quema del cuerpo en un 90 por ciento". 

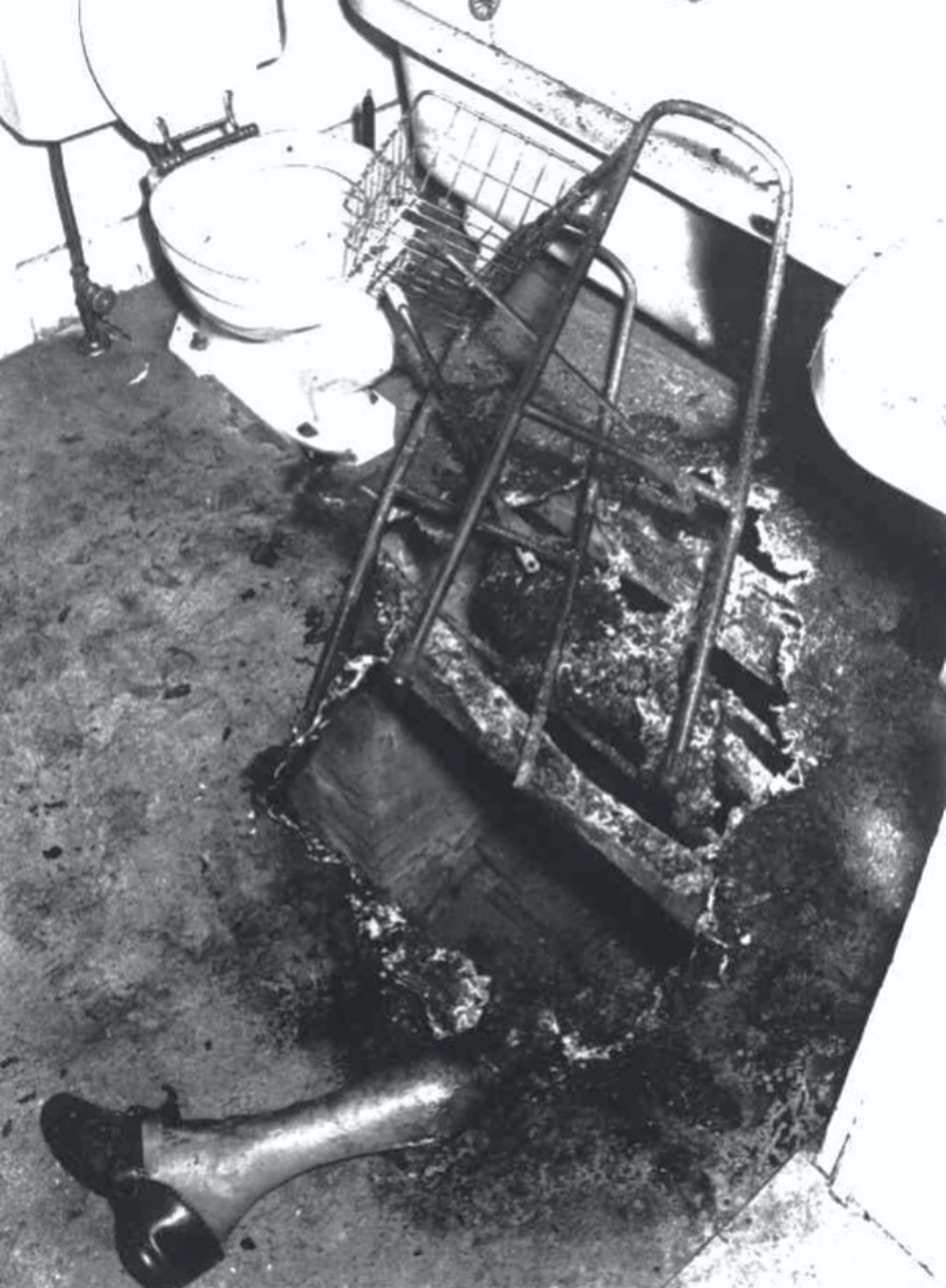
Esta fotografía clásica, tomada por el difunto forense del condado de Potter, John Dec, muestra la escena que confrontaron los investigadores llamados a la escena de la muerte del Dr. John Irving Bentley en diciembre de 1966.

Joe Nickell, en su libro Secretos de lo sobrenatural, da cuenta de este evento que obtuvo del artículo de Larry E. Arnold "The Flaming Fate of Dr. John Irving Bentley", impreso en Pursuit of Fall en el otoño de 1976. Nickell menciona que el agujero en el piso del baño medía 2½ pies por 4 pies, y detalla los restos intactos como la parte inferior hasta la rodilla de la pierna derecha de Bentley. 
Nickell menciona que la bata de Bentley se encontró ardiendo en la bañera junto al agujero, y que los restos rotos de "lo que aparentemente era una jarra de agua" se encontraron en el inodoro; agrega que el médico había dejado caer cenizas calientes de su pipa sobre su ropa previamente (que "estaban salpicadas de quemaduras por incidentes anteriores"), y que siempre tenía fósforos de madera en sus bolsillos que podían haber transformado una pequeña brasa en una llama ardiente. 
Nickell cree que Bentley se despertó al encontrar su ropa en llamas, caminó hacia el baño y se desmayó antes de que pudiera extinguir las llamas. Luego, sugiere que la ropa quemada encendió el piso de linóleo inflamable, y el aire fresco extraído del sótano en lo que se conoce como "efecto mecha" mantuvo el fuego ardiendo.